# Norwegian Dawn
Die Norwegian Dawn ist ein im Jahr 2002 fertiggestelltes Kreuzfahrtschiff der Norwegian Cruise Line. Es entstand unter der Baunummer 649 auf der Meyer-Werft in Papenburg.

## Vorgeschichte
Dieses Schiff war die zweite Einheit eines im September 1998 erteilten Zwei-Schiff-Auftrages der Reederei Star Cruises an die Meyer Werft. Der ursprünglich für dieses Schiff vorgesehene Name lautete Superstar Scorpio. Nach der Übernahme der Norwegian Cruise Line durch Star Cruises im Februar 2000 wurde der Auftrag dahingehend geändert den Neubau für die Norwegian Cruise Line einzusetzen. Der Bauname wurde zunächst auf den Namen Norwegian Star geändert, dann wurde das Schiff aber am 3. Dezember 2002 als Norwegian Dawn fertiggestellt. Die Norwegian Dawn war das erste Schiff, das in der neuen Halle der Meyer Werft auf Kiel gelegt wurde.
Registriert wurde die Norwegian Dawn in Nassau auf den Bahamas. Die Baukosten für das Schiff wurden mit etwa 400 Millionen Euro angegeben. Die Emsüberführung nach Eemshaven fand in der Nacht vom 2. auf den 3. November 2002 statt. Hierfür wurde die Ems mittels des Emssperrwerks auf 2,2 Meter über Normalnull aufgestaut. Die Norwegian Dawn war das erste Schiff der Meyer Werft, das mithilfe des Emssperrwerks überführt wurde. Dennoch musste das Schiff aufgrund des Wetters einen 15-stündigen Zwischenstopp in Leer einlegen, ehe es die Fahrt Richtung Nordsee fortsetzen konnte. Von der Meyer-Werft wurde das Schiff am 4. Dezember 2002 an die Reederei abgeliefert, die offizielle Taufe erfolgte am 16. Dezember 2002. Taufpatin war die Schauspielerin Kim Cattrall, bekannt aus der US-Fernsehserie Sex and the City.

## Daten
Während des Baus wurden etwa 2.000 Kilometer Kabel und 200 Kilometer Rohre verlegt, für den Anstrich wurden 220 Tonnen Farbe benötigt. An Bord befinden sich 13 Restaurants, neun Bars sowie ein Theater mit einem Fassungsvermögen von 1.037 Besuchern. Dieses Theater ist mit einer Drehbühne und neun Bühnenaufzügen ausgestattet. Die Wasseraufbereitungsanlage an Bord ist in der Lage, täglich bis zu 2,7 Millionen Liter Trinkwasser bereitzustellen. Es befinden sich vier biologische Kläranlagen auf dem Schiff. Das Schiff ist voll klimatisiert.

## Sicherheit
Die Norwegian Dawn ist in sieben Feuerschutzzonen aufgeteilt und nach den neuesten IMO-Regeln ausgestattet. An Bord befinden sich für den Fall einer notwendigen Evakuierung sechs Tender, 14 Rettungsboote, zwei schnelle Rettungsboote sowie sechs so genannte „Marine Evacuation“-Systeme.

## Einsatzgebiet
Im Winter fährt die Norwegian Dawn ab Tampa in die Karibik, im Sommer ab New York oder Boston nach Bermuda und Neuengland/Kanada.

## Zwischenfälle
Aufmerksamkeit in den Medien erregte ein Zwischenfall am 16. April 2005, als die Norwegian Dawn auf der Rückreise von den Bahamas nach New York an der Küste Georgias von drei aufeinander folgenden Wellen (sogenannte „Drei Schwestern“) getroffen wurde. Die dritte Welle, die nach Augenzeugenberichten 70 Fuß (21 Meter) hoch gewesen sein soll, richtete schwere Schäden am 9. und 10. Oberdeck an. Sie zerschlug Fenster, riss Whirlpools über Bord und überflutete 62 Kabinen. Vier Passagiere erlitten leichte Verletzungen. Die Reederei versicherte später, dass die Sicherheit an Bord durch den Zwischenfall nie gefährdet gewesen sei.
Am 27. November 2009 musste die Norwegian Dawn die Rückreise nach Miami aufgrund von Antriebsproblemen unterbrechen. Nachdem knapp sechs Stunden lang weder elektrische Energie noch Antriebsleistung vorhanden war, konnte das Schiff letztendlich mit stark reduzierter Geschwindigkeit Puerto Rico anlaufen. Von dort wurden sämtliche Passagiere zurück nach Miami ausgeflogen.
Am 19. Mai 2015 ist die Norwegian Dawn aufgrund von Antriebsproblemen vor den britischen Bermuda-Inseln auf Grund gelaufen. Nach 4,5 Stunden konnte das Schiff vom Riff befreit werden. Bei anschließenden Untersuchungen durch Taucher wurde festgestellt, dass der Rumpf nicht beschädigt wurde.
Am 26. Februar 2024 wurde bekannt, dass die Insel Mauritius das Schiff unter Quarantäne gestellt hat. 15 Passagiere sollen sich wegen Magen-Darm-Beschwerden in Isolation befinden. Zuvor hatte die Norwegian Dawn weder Mauritius noch die nahegelegenen Insel Réunion anlaufen dürfen. Zwar fielen Tests der Reederei auf Cholera negativ aus, die Behörden wollen jedoch noch die Ergebnisse einer eigenen Testung abwarten. An Bord befanden sich mehr als 2000 Passagiere und rund 1000 Besatzungsmitglieder.